# Slătioarele (okręg Ardżesz)
Slătioarele – wieś w Rumunii, w okręgu Ardżesz, w gminie Băbana. W 2011 roku liczyła 375 mieszkańców.